# Ciro Verratti
Pour les articles homonymes, voir Verratti.
Ciro Verratti est un escrimeur italien né le 17 août 1907 à Archi et mort le 6 juillet 1971 à Milan.

## Carrière
Ciro Verratti obtient aux Jeux olympiques d'été de 1936 à Berlin la médaille d'or de fleuret par équipe,.